# Lúcio Bolonha Funaro
Lúcio Bolonha Funaro  é um economista e doleiro brasileiro que ganhou notoriedade ao ser preso no escândalo da Petrobras investigado pela Operação Lava Jato, da Polícia Federal do Brasil. Envolvido em vários escândalos de corrupção nas últimas duas décadas, firmou diversos acordos de cooperação com as autoridades, para escapar de punição.
Foi investigado no Escândalo do Banestado, em 2003, pelo juiz Sergio Moro e firmou seu primeiro acordo de cooperação. Funaro ganhou os holofotes no Escândalo do Mensalão, em 2005. Fundou a empresa Guaranhuns, que o lobista Marcos Valério teria usado para repassar 7 milhões de reais ao PL, foi considerado operador de Ricardo Sérgio, ex-tesoureiro do PSDB. Na época, aos 31 anos de idade, teria uma fortuna avaliada em 15 milhões de reais.
Foi elemento de ligação para o deputado Valdemar Costa Neto receber 6,5 milhões de reais em propinas. Em sua delação forneceu documentos de transações e informações sobre as atividades de sua empresa Garanhuns no esquema, além de confessar integralmente os crimes que cometeu e seus cúmplices, ajudando a condenar Costa Neto, entre outros. Foi condenado por lavagem de dinheiro, mas não foi preso graças a um acordo de delação premiada.
Delatou um esquema de venda de sentenças judiciais na Operação Themis, em 2007. Foi preso na Operação Satiagraha, em 2008.

## Operação Lava Jato
Amigo de Eduardo Cunha desde a década de 1990 quando o ex-deputado era presidente da Companhia Estadual de Habitação do Rio de Janeiro, foram apresentados por Albano Reis, então presidente da Assembleia Legislativa do Rio de Janeiro e cujos filhos eram amigos pessoais de Funaro. Segundo Funaro teriam se encontrado pelo menos uma vez por semana nos últimos 15 anos, totalizando, segundo ele, "780 encontros, no mínimo". Funaro doou dinheiro para a campanha de Cunha para depois ganhar uma quantidade de fundos exclusivos para administrar, Cunha foi eleito e em janeiro de 2003 começou a nossa relação de negócios ilícitos: Funaro e Cunha teriam um percentual sobre os negócios da fundação Prece.
Foi novamente preso julho de 2016, na Operação Sépsis. Classificado pelo Procurador-Geral da República Rodrigo Janot como um dos grandes operadores da organização criminosa investigada na Operação Lava Jato.
Era parte do esquema que operava na Caixa Econômica Federal (CEF) e que funcionava da seguinte maneira: políticos indicavam diretores para a CEF; estes, por sua vez, faziam liberações de financiamentos do FI-FGTS para empresas selecionadas em troca de propina; o dinheiro da propina era então repassado ao político. Funaro foi delatado pelo ex-vice-presidente da Caixa Fábio Cleto que fazia parte do comitê de investimento do FI-FGTS. Por causa disso, Funaro teria ameaçado colocar fogo na casa de Cleto, com os filhos dentro. Depois disso a esposa de Cleto, mudou-se com os filhos para os Estados Unidos.
Em 2017, Funaro disse à Polícia Federal ter pago 20 milhões de reais a Geddel Vieira Lima, que o presidente Michel Temer destinou dinheiro de propina obtida na CEF às campanha presidencial de 2014 no Brasil e de Gabriel Chalita à Prefeitura de São Paulo em 2012. Funaro também disse ter ouvido de Eduardo Cunha que Temer sabia do repasse de propina ao PMDB por contratos entre a Petrobras e a Odebrecht. As declarações foram anexadas ao inquérito que investiga Temer no STF. Em 30 de agosto voltou a afirmar à que pagou propina de "pelo menos 20 milhões de reais" em dinheiro vivo ao ex-ministro Geddel Vieira Lima por contratos na CEF. As entregas, segundo Funaro, aconteceram entre 2012 e 2015.
Em 9 de novembro de 2018 foi deflagrada a Operação Capitu, um desdobramento da Operação Lava Jato tendo como base a delação premiada de Funaro. A operação prendeu Joesley Batista, Ricardo Saud e Demilton de Castro da JBS, além dos ex-ministro da Agricultura Neri Geller.